# Edward C. Walthall

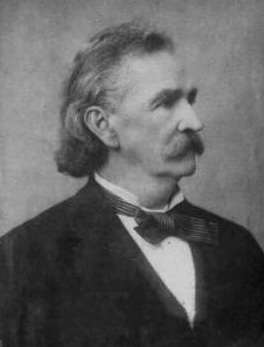
Edward Cary Walthall

Edward Cary Walthall, född 4 april 1831 i Richmond, Virginia, död 21 april 1898 i Washington, D.C., var en amerikansk politiker och generalmajor i Amerikas konfedererade staters armé under amerikanska inbördeskriget. Han representerade delstaten Mississippi i USA:s senat 1885-1894 och från 1895 fram till sin död.
Walthall studerade juridik och inledde 1852 sin karriär som advokat i Coffeeville. Han blev 1856 distriktsåklagare. Han deltog sedan i inbördeskriget i konfederationens armé. Han avancerade från löjtnant till generalmajor under kriget. Efter kriget arbetade han åter som advokat och flyttade 1871 till Grenada.
Demokraten Walthall blev 1885 utnämnd till senaten efter att Lucius Q.C. Lamar hade avgått för att tillträda som inrikesminister. Walthall valdes sedan till återstoden av Lamars mandatperiod och omvaldes 1889. Han avgick 1894 och efterträddes av A.J. McLaurin. Han efterträdde följande år McLaurin som senator och avled tre år senare i ämbetet. Hans grav finns på Hillcrest Cemetery i Holly Springs. Walthall County har fått sitt namn efter Edward C. Walthall.